# سوآتا
سوآتا (انگلیسی: Soatá)یک منطقه مسکونی در کشور کلمبیا است.